# The Singles (альбом Bikini Kill)
| Оценки критиков  | Оценки критиков |
| Источник         | Оценка          |
| ---------------- | --------------- |
| AllMusic         | [ 1 ]           |
| Robert Christgau | A−              |
| Pitchfork        | 10/10           |

The Singles — сборник, состоящий из трёх синглов панк-рок-группы Bikini Kill. Компиляция была выпущена в 1998 году независимой фирмой Kill Rock Stars. Джоан Джетт выступила продюсеромзаписи, а также сыграла на гитаре и спела на первых трёх треках. В 2018 году Bikini Kill переиздали сборник на компакт-диске и 12-дюймовом виниле.

## Содержание альбома
Альбом состоит из трёх синглов, выпущенных Bikini Kill: «New Radio» (спродюсированном Джоан Джетт и выпущеном в 1993 году), а также «The Anti-Pleasure Dissertation» 7" и «I Like Fucking» — выпущенные в 1995 году. Альбом «по большей части посвящён поиску и политике радости». Две песни на сборнике спела барабанщица Тоби Вэйл.
Песня «Demirep» (согласно информации конверта 7-дюймового сингла слово означает «женщину с сомнительной репутацией; авантюристку») начинается со звуков ладушек («Miss Mary Mack»), в которые играют вокалистка группы, Кэтлин Ханна, и Джоан Джетт.
Текст песни «I Hate Danger» — би-сайда сингла «I Like Fucking» и одна из песен, спетых Вэйл, — содержит метафоры систематического подавления женщин.

## Отзывы критиков
The Singles получил положительные отзывы от музыкальных критиков, большинство из них, отметили более яркий и попсовый продакшен как одну из изюминок сборника. Редактор AllMusic Стив Хьюи оценил альбом на 4 из 5 звёзд, отметив, что «в нём отсутствует шумное, мрачное, бессвязное звучание, а яркое продюсирование и мелодичные хуки производят сильное впечатление». Критик Роберт Кристгау также отозвался об альбоме в положительном ключе — охарактеризовав The Singles «поразительной и впечатляющей [записью]».
В 2018 году публицистка Дженн Пелли из Pitchfork, оценила сборник почётным знаком «Лучшее Новое Переиздание» (Best New Reissue) в развёрнутом обзоре с итоговой оценкой 10 из 10. Она назвала The Singles «определяющим документом феминистской панк-группы, чья музыка остаётся актуальной, праведной и невозмутимо крутой» и описала Bikini Kill как «крик в лицо тишины, разрушающий её, превращающий её рабство в абсолютное облегчение».

## Список композиций
| №  | Название                       | Автор(ы)                                            | Продюсер    | Длительность |
| -- | ------------------------------ | --------------------------------------------------- | ----------- | ------------ |
| 1. | «New Radio»                    |                                                     | Джоан Джетт | 1:33         |
| 2. | «Rebel Girl»                   | Кэтлин Ханна, Билли Каррен, Тоби Вэйл, Кэти Уилкокс | Джоан Джетт | 2:37         |
| 3. | «Demirep»                      |                                                     | Джоан Джетт | 2:47         |
| 4. | «In Accordance to Natural Law» |                                                     |             | 0:28         |
| 5. | «Strawberry Julius»            |                                                     |             | 2:17         |
| 6. | «Anti-Pleasure Dissertation»   |                                                     |             | 2:29         |
| 7. | «Rah! Rah! Replica»            |                                                     |             | 0:58         |
| 8. | «I Like Fucking»               |                                                     |             | 2:16         |
| 9. | «I Hate Danger»                |                                                     |             | 1:58         |

## Участники записи
- Кэтлин Ханна — вокал (1, 2, 3, 5, 6, 7, 8), бас (4, 9)
- Кэти Уилкокс[англ.] — бас (1, 2, 3, 5, 6, 7, 8), ударные (4, 9)
- Билли Каррен[англ.] — гитара
- Тоби Вэйл — ударные (1, 2, 3, 5, 6, 7, 8), вокал (4, 9)
- Джоан Джетт — вокал (1, 2, 3), гитара (1, 2, 3)